# Liga Chivilcoyana de Fútbol
La Liga Chivilcoyana de Fútbol es una de las Ligas Regionales de Fútbol en la Provincia de Buenos Aires en la República Argentina con sede en Garibaldi 7 de la ciudad de Chivilcoy. El actual presidente es Juan Fescina. El  Club Atlético Independiente es el actual campeón tras derrotar a Club Social y Deportivo Colon en la final 2023.
Su fundación fue el 23 de octubre de 1925 y su jurisdicción comprende al partido de Chivilcoy.
Sus clubes fundadores: Centro Estrada, El Tribuno, Espiño, Estudiantil, Gimnasia y Esgrima, Huracán, Racing, Resplandor, Sportivo Buenos Aires

## Equipos participantes
| Equipo                                               | Ciudad    | Año de Fundación | Provincia    |
| ---------------------------------------------------- | --------- | ---------------- | ------------ |
| Club Social y Deportivo La Candela                   | Alberti   | 1974             | Buenos Aires |
| Club Deportivo y Social San Lorenzo                  | Alberti   | 1971             | Buenos Aires |
| Club Atlético Independiente                          | Chivilcoy | 1930             | Buenos Aires |
| Club Atlético Nuevo Rivadavia                        | Chivilcoy | 1952             | Buenos Aires |
| Club Atlético Villarino                              | Chivilcoy | 1940             | Buenos Aires |
| Club Deportivo Pellegrini                            | Chivilcoy | 1927             | Buenos Aires |
| Club Deportivo y Social 22 de Octubre                | Chivilcoy | 1949             | Buenos Aires |
| Club Atlético Once Tigres                            | Chivilcoy | 1958             | Buenos Aires |
| Club Atlético Ciclón                                 | Chivilcoy | 1941             | Buenos Aires |
| Club Social y Deportivo Cerámica Argentina           | Chivilcoy | 1926             | Buenos Aires |
| Club Social y Deportivo Colón                        | Chivilcoy | 1930             | Buenos Aires |
| Club Social y Deportivo Huracán                      | Chivilcoy | 1944             | Buenos Aires |
| Club Deportivo, Social y Cultural Florencio Varela   | Chivilcoy | 1935             | Buenos Aires |
| Club Social, Cultural y Deportivo Gimnasia y Esgrima | Chivilcoy | 1916             | Buenos Aires |
| Club Social, Deportivo y Cultural Alsina             | Chivilcoy | 1976             | Buenos Aires |
| Club Atletico Social y Deportivo Moquehua            | Moquehuá  | 1928             | Buenos Aires |
|                                                      |           |                  |              |

Club Atlético Social Rivadavia

## Historial
Fuente: 
| Año  | Campeonato            | Ganador                      |
| ---- | --------------------- | ---------------------------- |
| 1926 | Torneo Oficial        | Gimnasia y Esgrima           |
| 1927 | Torneo Oficial        | Gimnasia y Esgrima           |
| 1928 | Torneo Oficial        | Río de la Plata              |
| 1929 | Torneo Oficial        | Gimnasia y Esgrima           |
| 1930 | Torneo Oficial        | Gimnasia y Esgrima           |
| 1931 | Torneo Oficial        | Río de la Plata              |
| 1932 | Torneo Oficial        | Pellegrini                   |
| 1933 | Torneo Oficial        | Gimnasia y Esgrima           |
| 1934 | Torneo Oficial        | Racing Club                  |
| 1935 | Torneo Oficial        | Sportivo Buenos Aires        |
| 1936 | Torneo Oficial        | Gimnasia y Esgrima           |
| 1937 | Torneo Oficial        | Río de la Plata              |
| 1938 | Torneo Oficial        | Gimnasia y Esgrima           |
| 1939 | Torneo Oficial        | Gimnasia y Esgrima           |
| 1940 | Torneo Oficial        | Gimnasia y Esgrima           |
| 1941 | Torneo Oficial        | Río de la Plata              |
| 1942 | Torneo Oficial        | Colón                        |
| 1943 | Torneo Oficial        | Colón                        |
| 1944 | Torneo Oficial        | Colón                        |
| 1945 | Torneo Oficial        | Gimnasia y Esgrima           |
| 1946 | Torneo Oficial        | Gimnasia y Esgrima           |
| 1947 | Torneo Oficial        | Colón                        |
| 1948 | Torneo Oficial        | Gimnasia y Esgrima           |
| 1949 | Torneo Oficial        | Gimnasia y Esgrima           |
| 1950 | Torneo Oficial        | Gimnasia y Esgrima           |
| 1951 | Torneo Oficial        | Gimnasia y Esgrima           |
| 1952 | Torneo Oficial        | Gimnasia y Esgrima           |
| 1953 | Torneo Oficial        | Colón                        |
| 1954 | Torneo Oficial        | Gimnasia y Esgrima           |
| 1955 | Torneo Oficial        | Cerámica                     |
| 1956 | Torneo Oficial        | Independiente                |
| 1957 | Torneo Oficial        | Cerámica                     |
| 1958 | Torneo Oficial        | Independiente                |
| 1959 | Torneo Oficial        | Gimnasia y Esgrima           |
| 1960 | Torneo Oficial        | Ciclón                       |
| 1961 | Torneo Oficial        | Gimnasia y Esgrima           |
| 1962 | Torneo Oficial        | Ciclón                       |
| 1963 | Torneo Oficial        | Ciclón                       |
| 1964 | Torneo Oficial        | Ciclón                       |
| 1965 | Torneo Oficial        | Huracán                      |
| 1966 | Torneo Oficial        | Colón                        |
| 1967 | Torneo Oficial        | Gimnasia y Esgrima           |
| 1968 | Torneo Oficial        | Cerámica                     |
| 1969 | Torneo Oficial        | Huracán                      |
| 1970 | Torneo Oficial        | Cerámica                     |
| 1971 | Torneo Oficial        | Colón                        |
| 1972 | Torneo Oficial        | Colón                        |
| 1973 | Torneo Oficial        | Colón                        |
| 1974 | Torneo Oficial        | Colón                        |
| 1975 | Torneo Oficial        | Gimnasia y Esgrima (invicto) |
| 1976 | Torneo Oficial        | Villarino                    |
| 1977 | Torneo Oficial        | Villarino                    |
| 1978 | Torneo Oficial        | Villarino                    |
| 1979 | Torneo Oficial        | Gimnasia y Esgrima           |
| 1980 | Torneo Oficial        | Colón                        |
| 1981 | Torneo Oficial        | Varela                       |
| 1982 | Torneo Oficial        | Villarino                    |
| 1983 | Torneo Oficial        | Colón                        |
| 1984 | Torneo Oficial        | Colón                        |
| 1985 | Torneo Oficial        | Villarino                    |
| 1986 | Torneo Oficial        | Villarino                    |
| 1987 | Torneo Oficial        | Colón                        |
| 1988 | Torneo Oficial        | Colón                        |
| 1989 | Torneo Oficial        | Varela                       |
| 1990 | Torneo Oficial        | Varela                       |
| 1991 | Torneo Oficial        | Colón                        |
| 1992 | Torneo Oficial        | Colón                        |
| 1993 | Torneo Oficial        | Villarino                    |
| 1994 | Torneo Oficial        | Gimnasia y Esgrima           |
| 1995 | Torneo Oficial        | Villarino                    |
| 1996 | Torneo Apertura       | Cerámica                     |
| 1996 | Torneo Clausura       | Independiente                |
| 1997 | Torneo Apertura       | Gimnasia y Esgrima           |
| 1997 | Torneo Clausura       | Independiente                |
| 1998 | Torneo Apertura       | Independiente                |
| 1998 | Torneo Clausura       | Independiente                |
| 1999 | Torneo Oficial        | Independiente                |
| 2000 | Torneo Oficial        | Varela                       |
| 2001 | Torneo Oficial        | Gimnasia y Esgrima           |
| 2002 | Torneo Oficial        | Gimnasia y Esgrima           |
| 2003 | Torneo Oficial        | Villarino                    |
| 2004 | Torneo Oficial        | Colón                        |
| 2005 | Torneo Oficial        | Cerámica                     |
| 2006 | Torneo Oficial        | Varela                       |
| 2007 | Torneo Oficial        | Varela                       |
| 2008 | Torneo Oficial        | Villarino                    |
| 2009 | Torneo Apertura       | Independiente                |
| 2009 | Torneo Clausura       | Rivadavia                    |
| 2009 | Copa de Campeones     | Rivadavia                    |
| 2010 | Torneo Apertura       | Gimnasia y Esgrima           |
| 2010 | Torneo Clausura       | Independiente                |
| 2010 | Copa de Campeones     | Independiente                |
| 2011 | Torneo Apertura       | Gimnasia y Esgrima           |
| 2011 | Torneo Clausura       | Independiente                |
| 2011 | Copa de Campeones     | Gimnasia y Esgrima           |
| 2012 | Torneo Apertura       | Villarino                    |
| 2012 | Torneo Clausura       | Huracán                      |
| 2012 | Copa de Campeones     | Huracán                      |
| 2013 | Torneo Unión Regional | Ciclón                       |
| 2013 | Torneo Clausura       | Independiente                |
| 2013 | Copa de Campeones     | Independiente                |
| 2014 | Torneo Apertura       | Colon                        |
| 2014 | Torneo Clausura       | Colon                        |
| 2014 | Copa de Campeones     | Colon                        |
| 2015 | Torneo Apertura       | Independiente                |
| 2015 | Torneo Clausura       | Colon                        |
| 2015 | Copa de Campeones     | Colon                        |
| 2016 | Torneo Apertura       | Gimnasia y Esgrima           |
| 2016 | Torneo Clausura       | Colon                        |
| 2016 | Copa de Campeones     | Colon                        |
| 2017 | Torneo Apertura       | Colon                        |
| 2017 | Torneo Clausura       | Colon                        |
| 2017 | Copa de Campeones     | Colon                        |
| 2018 | Torneo Apertura       | Independiente                |
| 2018 | Torneo Clausura       | Independiente                |
| 2018 | Copa de Campeones     | Independiente                |
| 2019 | Torneo Apertura       | Independiente                |
| 2019 | Torneo Clausura       | Independiente                |
| 2019 | Copa de Campeones     | Independiente                |
| 2021 | Torneo Clausura       | Huracán                      |
| 2022 | Torneo Apertura       | Colón                        |
| 2022 | Torneo Clausura       | Colón                        |
| 2022 | Copa de Campeones     | Colón                        |
| 2023 | Torneo Apertura       | Colón                        |
| 2023 | Torneo Clausura       | Independiente                |
| 2023 | Copa de Campeones     | Independiente                |
| 2024 | Torneo Apertura       | Independiente                |
| 2024 | Torneo Clausura       | Gimnasia y Esgrima           |
| 2024 | Copa de Campeones     | Gimnasia y Esgrima           |

### Resumen: Palmarés
Torneo Oficial:
| Equipo                | Campeón |
| --------------------- | ------- |
| Gimnasia y Esgrima    | 30      |
| Colon                 | 27      |
| Independiente         | 18      |
| Villarino             | 11      |
| Cerámica              | 6       |
| Varela                | 6       |
| Ciclón                | 5       |
| Huracán               | 5       |
| Río de la Plata       | 5       |
| Rivadavia             | 1       |
| Pellegrini            | 1       |
| Racing Club           | 1       |
| Sportivo Buenos Aires | 1       |

Copas de Campeones:
| Equipo             | Campeón |
| ------------------ | ------- |
| Colón              | 5       |
| Independiente      | 5       |
| Gimnasia y Esgrima | 2       |
| Huracán            | 1       |
| Rivadavia          | 1       |

## Torneos regionales y nacionales
Colón fue el primer equipo de la ciudad en participar en un torneo oficial frente a equipos de otras ligas. Fue en 1944, en la Copa de la República General de División Pedro Pablo Ramírez. Tras superar 3 rondas de su grupo cayó frente a Villa Mitre de Bahía Blanca, lo que le impidió enfrentarse con Newell's Old Boys de Rosario en 4.º de final.
Más tarde, en 1959, Gimnasia jugó el Campeonato de Campeones de la República Argentina, un torneo abierto a todos los campeones de las ligas regionales. En su primer partido derrotó a El Fortín (Rojas) pero cayó al siguiente partido contra Defensores Unidos de Zarate y se despidió del torneo.
En 1980 Gimnasia participa del Torneo Regional que otorgaba plazas al Torneo Nacional de Primera División. El torneo fue mutando pero hasta hoy en día los equipos chivilcoyanos siguen disputando el Torneo Regional Federal Amateur.
A partir de 2012 la Federación Norte de la Provincia de Buenos Aires declara obligatoria la participación de (por lo menos) un equipo de las ligas afiliadas a la misma en su tradicional Torneo Federación Norte (también llamado Copa de Campeones). 22 de Octubre fue el primer representante de Chivilcoy. En el 2013 el club Florencio Varela se corona campeón del Torneo Federación Norte, siendo el único equipo chivilcoyano en conseguir dicha hazaña hasta el momento.
En 2012 Independiente gana el Torneo Argentino C y logra el ascenso al Torneo Argentino B, siendo el primer equipo de Chivilcoy en conseguir dicho logro. En agosto de 2014 Independiente recibe la invitación para jugar el Torneo Federal A. En el Torneo Federal A 2015 desciende al Torneo Federal B. En el 2021  Independiente gana el Torneo Transición Regional Federal Amateur y asciende al Torneo Federal A por segunda vez en su historia.
Al mismo tiempo Independiente cuenta con el hito de ser el único equipo chivilcoyano que participó de la  Copa Argentina. Logrando una serie de participaciones consecutivas, siendo la primera de ellas en el año 2012.
En el año 2024 Gimnasia y Esgrima participa del Torneo Regional Amateur y consigue el ascenso al Torneo Federal A, lográndolo de manera invicta, jugando la final en San Francisco Cordoba contra el equipo de Graneros de la provincia de Tucuman. 
De esta manera logra participar en el Torneo Federal A temporada 2025.
| Año     | Torneo Regional / Torneo del Interior / Torneo Federal C / Torneo Regional Amateur | Torneo Federal B | Torneo Federal A | Torneo Federación Norte   | Copa Argentina |
| ------- | ---------------------------------------------------------------------------------- | ---------------- | ---------------- | ------------------------- | -------------- |
| 1980    | Gimnasia                                                                           |                  |                  |                           |                |
| 1981    | Colón                                                                              |                  |                  |                           |                |
| 1981/82 | Varela                                                                             |                  |                  |                           |                |
| 1982/83 | Varela                                                                             |                  |                  |                           |                |
| 1983/84 | Villarino                                                                          |                  |                  |                           |                |
| 1984/85 | Colón                                                                              |                  |                  |                           |                |
| 1985/86 | Colón                                                                              |                  |                  |                           |                |
| 1986/87 | Villarino                                                                          |                  |                  |                           |                |
| 1990/91 | Colón                                                                              |                  |                  |                           |                |
| 1991/92 | Varela                                                                             |                  |                  |                           |                |
| 1994/95 | Villarino                                                                          |                  |                  |                           |                |
| 1995/96 | Huracán                                                                            |                  |                  |                           |                |
| 1998/99 | Independiente                                                                      |                  |                  |                           |                |
| 1999/00 | Independiente                                                                      |                  |                  |                           |                |
| 2000/01 | Independiente                                                                      |                  |                  |                           |                |
| 2005    | Independiente                                                                      |                  |                  |                           |                |
| 2006    | Independiente y Varela                                                             |                  |                  |                           |                |
| 2007    | Independiente, Varela y Cerámica                                                   |                  |                  |                           |                |
| 2008    | Independiente, Gimnasia y Varela                                                   |                  |                  |                           |                |
| 2009    | Independiente, Gimnasia y Social Moquehuá                                          |                  |                  |                           |                |
| 2010    | Independiente y Varela                                                             |                  |                  |                           |                |
| 2011    | Independiente, Varela, Huracán y Rivadavia                                         |                  |                  |                           |                |
| 2012    | Independiente                                                                      | Independiente    |                  | 22 de Octubre             | Independiente  |
| 2013    |                                                                                    | Independiente    |                  | Varela y Alsina           | Independiente  |
| 2014    | Gimnasia, Colón y Ciclón                                                           | Independiente    | Independiente    |                           | Independiente  |
| 2015    | Gimnasia y Ciclón                                                                  |                  | Independiente    |                           |                |
| 2016    | Colón y Rivadavia                                                                  | Independiente    |                  | Varela                    | Independiente  |
| 2017    | Gimnasia y Colón                                                                   | Independiente    |                  |                           |                |
| 2018    | Colón                                                                              |                  |                  |                           | Independiente  |
| 2019    | Independiente                                                                      |                  |                  |                           |                |
| 2020    | Colón y Independiente                                                              |                  |                  |                           |                |
| 2021    | Colón y Independiente                                                              |                  | Independiente    |                           |                |
| 2022    | Colón y Huracán                                                                    |                  | Independiente    |                           |                |
| 2023    | Colón y Huracán                                                                    |                  | Independiente    | Independiente y Villarino | Independiente  |
| 2024    | Colón                                                                              |                  | Independiente    | Huracán                   | Independiente  |